# Здание городской думы (Москва)
Старое здание Московской городской думы — монументальное здание теремного типа в русском стиле, которое определяет облик площади Революции в центре Москвы. Находится по адресу  Площадь Революции, 2/3. Выстроено в 1890—1892 годах по инициативе городского головы Н. А. Алексеева.
Шестигласная дума с екатерининских времён занимала здание Губернских присутственных мест на Красной площади. После расширения числа гласных в 1863 году городская дума переехала в не предназначенный для представительских целей дом Шереметевых (Воздвиженка, 6).
В 1887 году был объявлен конкурс проектов на возведение нового большого здания Московской городской думы на Воскресенской площади (ныне Революции). Всего было представлено 38 проектов. Победил на конкурсе проект Д. Н. Чичагова, который по стилю перекликался с новым зданием Исторического музея и сочетал древнерусский декор (поребрики, бегунцы, ширинки) с модными неоренессансными решениями интерьера.
После того, как итоги были подведены, вскрылись проблемы с фундаментами бывших Присутственных мест, на которые планировалось поставить здание, и необходимость расширить проезд к Красной площади. Поэтому Дума устроила второй конкурс среди авторов лучших работ первого тура, и Чичагов опять победил.
В новом проекте деревянные перекрытия были заменены на бетонные своды по железным балкам. Что до фасада, Чичагов планировал окрасить здание в светло-серый цвет, а красный цвет был выбран уже при завершении постройки. В это здание была встроена южная часть китайгородского монетного двора. Симметричность композиции подчеркнуло крыльцо-палатка с висячими гирьками, которое размещено строго на главной оси здания.
В 1930-е годы здание было переоборудовано под музей В. И. Ленина. При этом первоначальное убранство интерьеров было утрачено. В постсоветский период здание было передано в распоряжение Государственного Исторического музея (ГИМ).
В 2012 году в двухэтажном павильоне, специально построенном для этой цели по проекту П. Ю. Андреева во внутреннем дворе между зданием думы и палатами Старого Монетного двора, был открыт Музей Отечественной войны 1812 года (как филиал ГИМ).
Сразу после воссоздания в 1993 году Московская городская Дума уже не вернулась в старое здание, а заняла здание на улице Петровка, д.22. С 2015 года Московская городская Дума занимает здания на Страстном бульваре, 15/29.

## Галерея

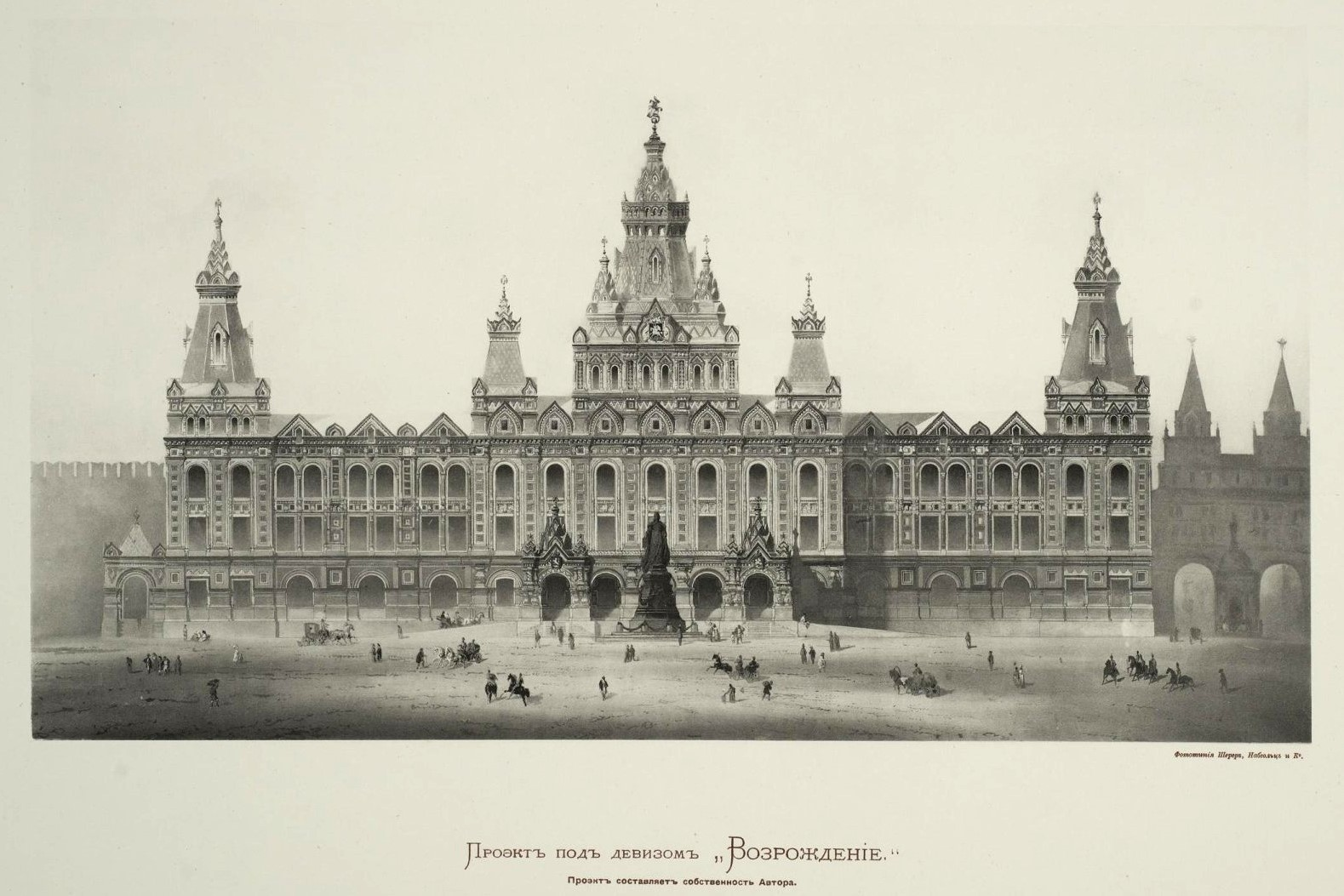
Конкурсный проект Московской городской думы от В. О. Шервуда (1888)
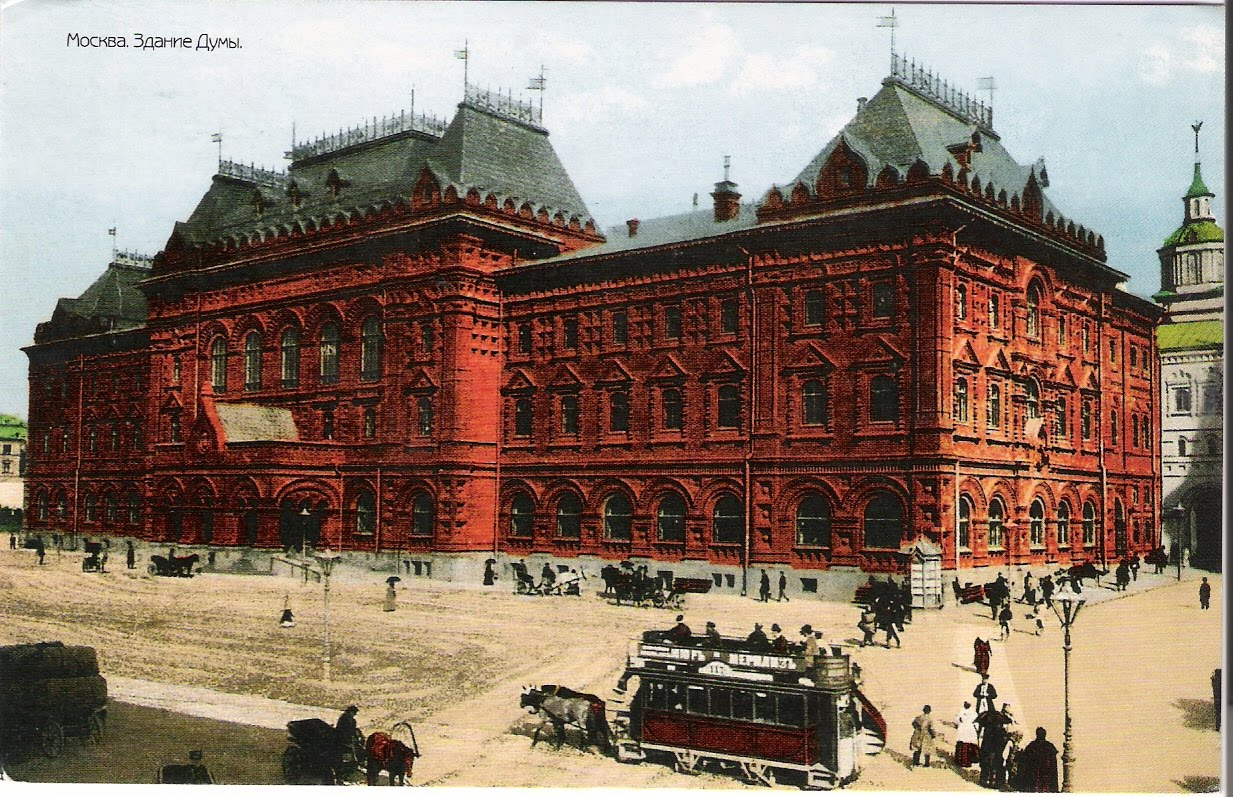
Московская городская дума в 1905 году

## Источник
- Энциклопедия «Москва» (1997)